# Рудник Барнікоут
Рудник Барнікоут (Barnicoat) – колишній гірничодобувний майданчик на заході Австралії, одна з копалень на рудному полі Лавертон.
Перші невдалі спроби розробки золоторудного родовища Барнікоут припали на кінець 1890-х – початок 1900-х років. 
З 1989 по 1993 роки компанія Sons of Gwalia Ltd вела розробку Барнікоут відкритим способом, при цьому глибина кар’єру досягнула 100 метрів. Всього накопичений видобуток за цей період склав 1,12 млн тонн руди, що дозволило отримати 1,9 тонни золота. Копальня отримала власну фабрику з вилучення золота потужністю до 0,4 млн тонн руди на рік, яка також могла приймати продукцію інших родовищ району (наприклад, з рудника Бертвіль).
В 2002-му новим власником рудника стала компанія Apollo Gold Mining, яка відновила розробку у березні 2007-го та вела її до липня 2008 року (відомо, що за 2006/2007 та 2007/2008 фінансовий роки на рудному полі Лавертон видобули біля 2 тонн золота). 
В 2009/2010 фінансовому році якісь видобувні роботи на Барнікоуті вела компанія Crescent Gold Ltd, при цьому руду відправляли на фабрику з вилучення золота копальні Гранні-Сміт (далі ця ж компанія перейшла на інші копальні рудного поля Лавертон – Крейгімор, Мері-Мак, Аполло).